# Uhy
Obec Uhy se nachází v okrese Kladno, kraj Středočeský. Rozkládá se na jihovýchodě Dolnooharské tabule, necelé 3 km vsv. od Velvar a 6 km severozápadně od Kralup nad Vltavou. Od Slaného jsou Uhy vzdáleny 15 km vsv., od Kladna 20 km severovýchodním směrem. Žije zde 407 obyvatel. V rozsáhlém areálu po pískovně východně od obce se nalézá Centrální tankoviště ropy.

## Historie
První písemná zmínka o obci (hwhy) pochází z roku 1318. Původní podoba názvu, doložená pro 14. a 15. století, zněla Huhy, tj. osada huhů, lidí huhajících, houkajících jako sovy.

### Územněsprávní začlenění
Dějiny územněsprávního začleňování zahrnují období od roku 1850 do současnosti. V chronologickém přehledu je uvedena územně administrativní příslušnost obce v roce, kdy ke změně došlo:
- 1850 země česká, kraj Praha, politický okres Slaný, soudní okres Velvary[5]
- 1855 země česká, kraj Praha, soudní okres Velvary[5]
- 1868 země česká, politický okres Slaný, soudní okres Velvary[5]
- 1913 země česká, kraj Praha, politický okres Kralupy nad Vltavou, soudní okres Velvary[6]
- 1939 země česká, Oberlandrat Mělník, politický okres Kralupy nad Vltavou, soudní okres Velvary[7]
- 1942 země česká, Oberlandrat Praha, politický okres Kralupy nad Vltavou, soudní okres Velvary[8]
- 1945 země česká, politický okres Kralupy nad Vltavou, soudní okres Velvary[9]
- 1949 Pražský kraj, okres Kralupy nad Vltavou[10]
- 1960 Středočeský kraj, okres Kladno[11]

### Rok 1932
Ve vsi Uhy (506 obyvatel) byly v roce 1932 evidovány tyto živnosti a obchody: 2 hostince, košíkář, kovář, mlýn, pekař, 2 obchody s lahvovými pivy, 6 rolníků, sedlář, 2 obchody se smíšeným zbožím, spořitelní a záložní spolek pro Uhy, 2 trafiky.

## Doprava
- Pozemní komunikace – Obcí prochází silnice II/616 Velvary – Uhy – Podhořany. Územím obce vede silnice I/16 Řevničov – Slaný – Mělník.
- Železnice – Železniční trať ani stanice na území obce nejsou. Nejblíže obci je železniční stanice Velvary ve vzdálenosti 2 km ležící na trati 111 z Kralup nad Vltavou do Velvar. Ve vzdálenosti 3 km leží železniční stanice Nelahozeves na koridorové trati 091 z Prahy do Vraňan.
- Veřejná doprava 2025 – V obci zastavovala autobusová linka PID 617 Kladno - Slaný - Roudnice nad Labem ( v pracovních dnech 15 spojů, o víkendu 4 spoje ) (dopravce AKV bus, a.s.).

## Pamětihodnosti
- Zvonička (kulturní památka ČR)
- Zámeček (obytná budova v hospodářském dvoře), z roku 1736
- Vrba v Uhách, památný strom poblíž čistírny odpadních vod na západním okraji obce

## Osobnosti
- Anna Dvořáková (1820–1882), matka hudebního skladatele Antonína Dvořáka

## Galerie

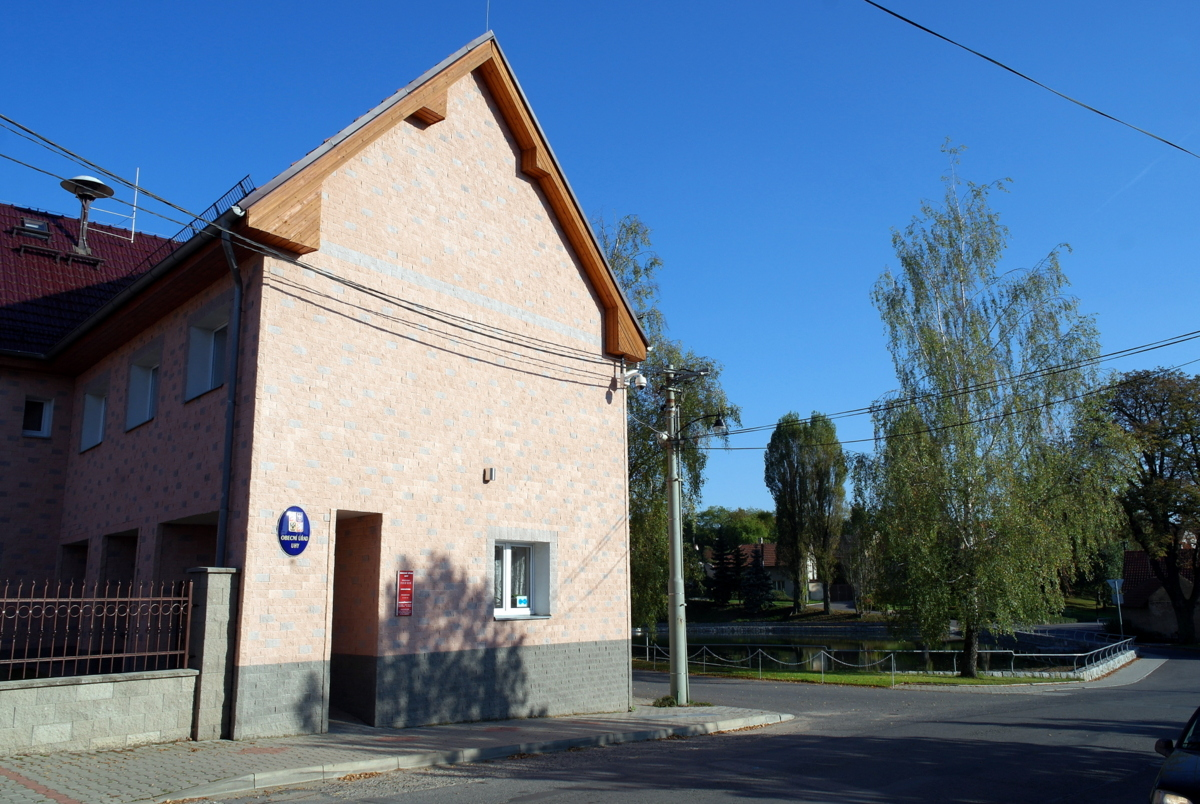
obecní úřad
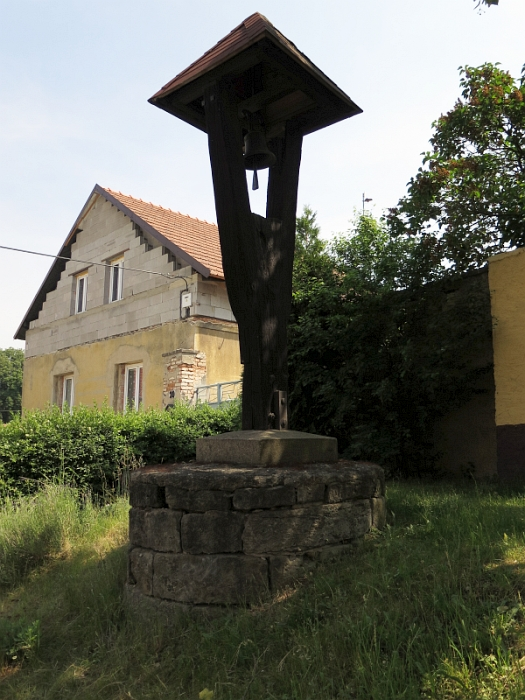
dřevěná zvonička
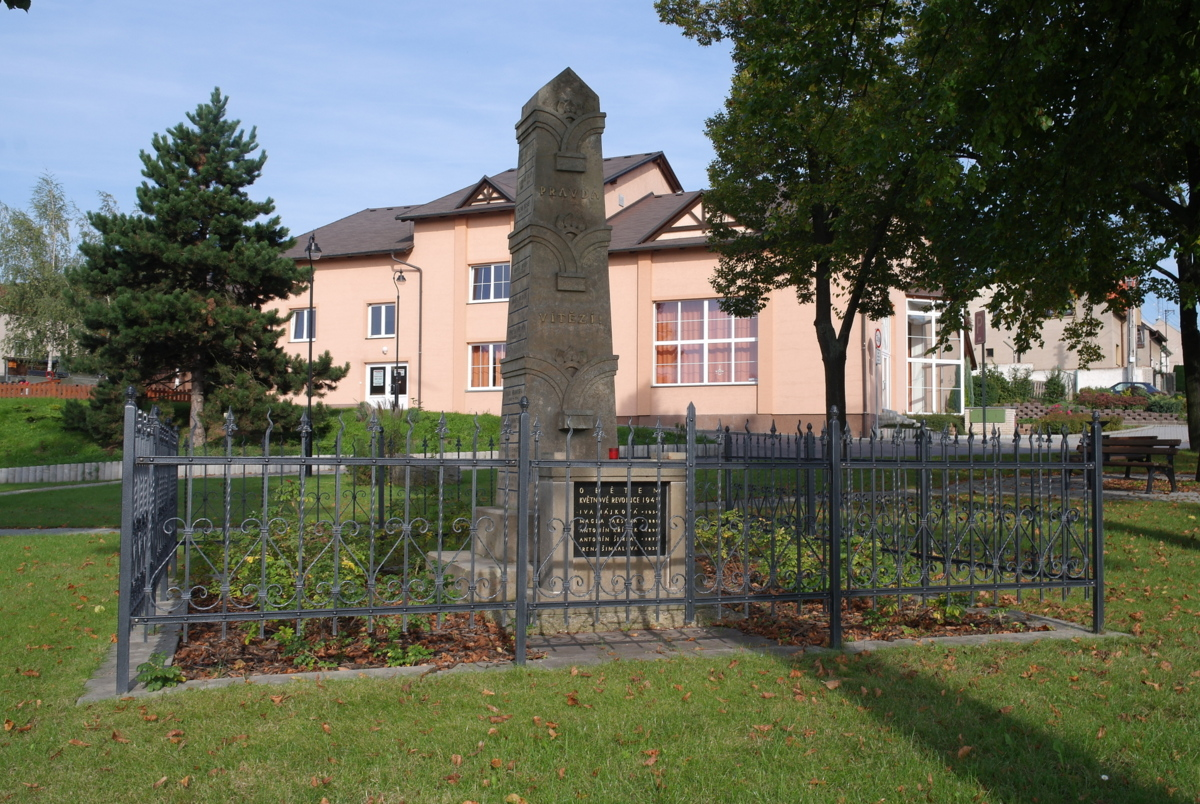
památník padlým
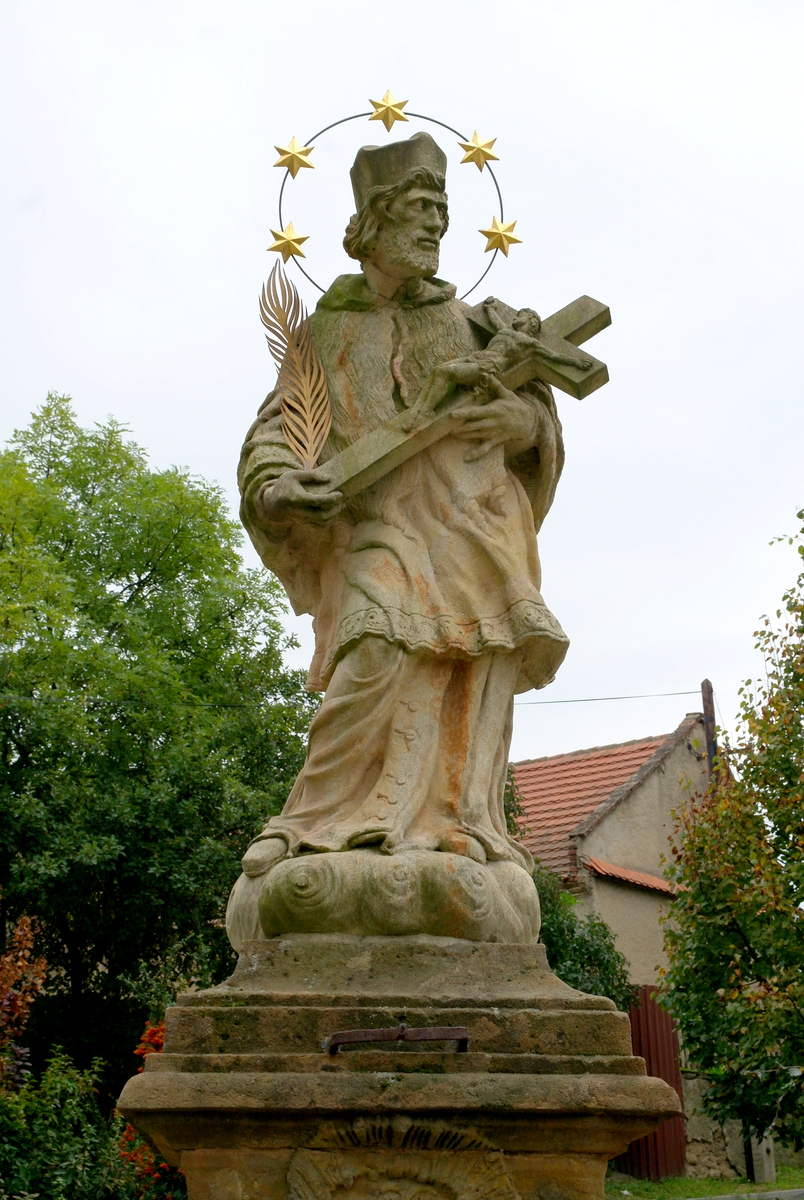
socha sv. Jana Nepomuckého